# VIA (バス)

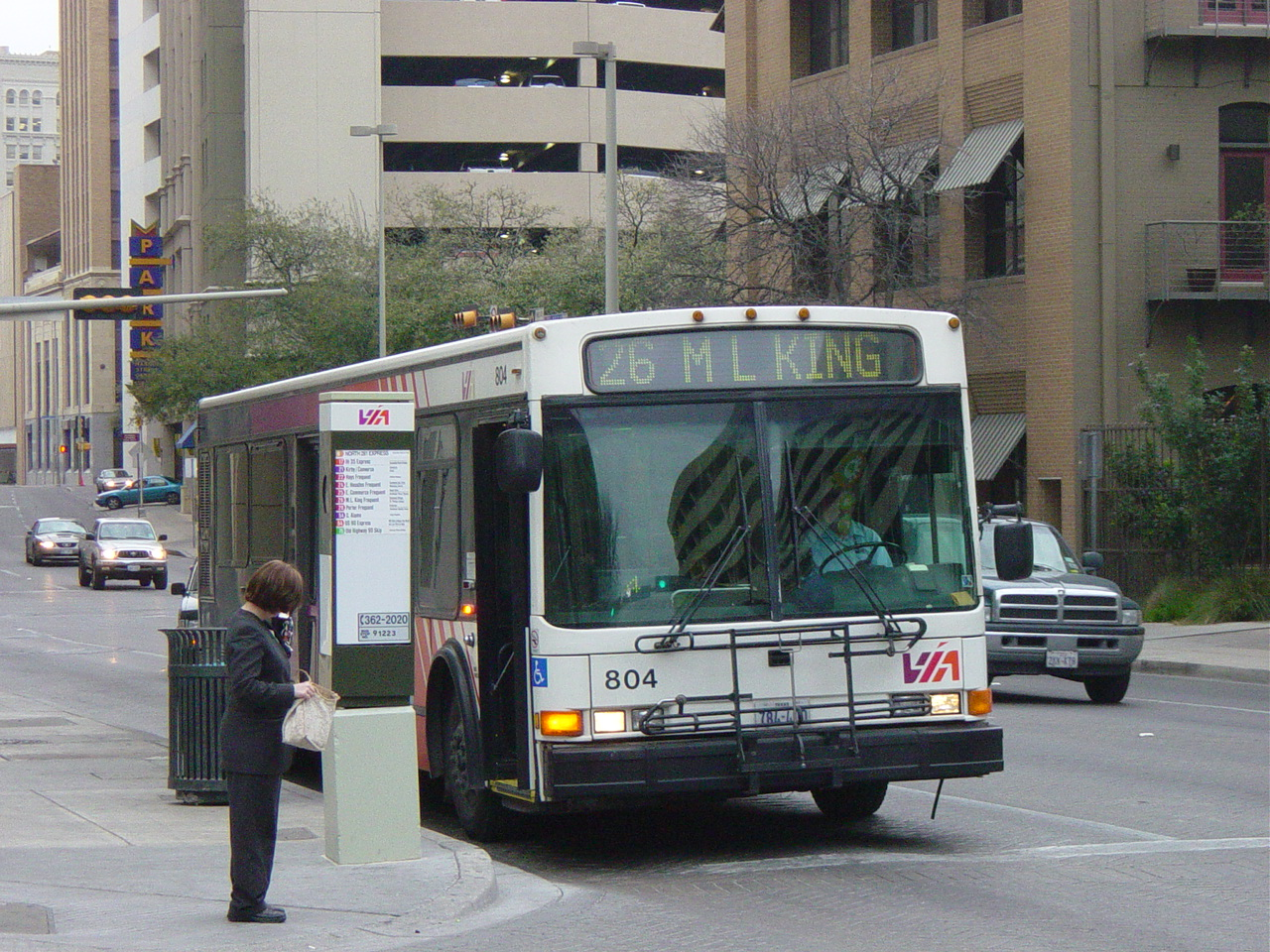
VIAの路線バス

VIA Metropolitan Transit （ビア・メトロポリタン・トランジット、略称：VIA）は、アメリカ合衆国のテキサス州サンアントニオのバス事業者。

## 概要
San Antonio Transit Systemの後継として、1977年に設立。1978年3月にサービス開始。現在に至るまで、サンアントニオ唯一の公共交通機関である。91のバス路線をサンアントニオ地区に展開する。利用者は年間約3600万人。営業開始時は初乗り運賃が0.25ドルであったが、燃料費高騰などにより、数度にわたる値上げが行われている。

## 車両
全車ディーゼルエンジンで、オートマチックトランスミッションであり、ノンステップ式である。前面に2台分の自転車ラックがついていて、追加料金なしで利用できる。方向幕はマグサイン式とLED式が混在する。高速道路走行時には、時速100km近くの速度で走行する。

## 主な路線
- 一般路線
  - 一般
  - フリークエントサービス路線
- 急行路線

## 運転間隔
フリークエントサービス路線は約20～30分おきが程度で、それ以外は30分～1時間おき程度である。

## 運賃
- 一般路線：1.1ドル（子供：0.55ドル）
- 急行路線：2.5ドル（子供：1.25ドル）
- 乗り換え券：0.15ドル

（料金はすべて均一。2009年現在）
前乗り、後ろ降りで運賃は先払い。現金かパスのみが使用でき、また両替はできない。乗り換え券は黄色の薄い紙であり、次のバスに乗車の際に運転手に見せる。有効時間は2時間以内。

## 空港アクセスへの課題
サンアントニオ地区を広くカバーしているが、サンアントニオ国際空港から発着する定期路線についてはわずか1路線しかないため、空港アクセスの課題になっている。

## 基幹バス導入計画
2012年に一部路線で、基幹バスを導入する予定である。